# هوکه شو
هوکّه شو (به ژاپنی: 法華宗 ほっけしゅう) به فرقه‌هایی از مکتب بودایی ژاپن گفته می‌شود که سورهٔ نیلوفر را جوهر اصلی آموزه‌های بودا می‌دانند. هوکّه شو ممکن است به سه دسته زیر گفته شود:
- تندای هوکّه شو
- بوداگرایی نیچیرن
- فرقه شورتسو